# Гней Требоний
Гней Требоний (на латински: Cnaeus Trebonius) е политик на Римската република през края на 5 век пр.н.е. Произлиза от плебейската фамилия Требонии.
През 401 пр.н.е. той е народен трибун заедно с Публий Кураций, Марк Акуций, Гай Лацерий и Марк Минуций. Тази година консулски военни трибуни са Марк Фурий Камил, Кезо Фабий Амбуст, Луций Валерий Поцит, Гней Корнелий Кос Маний Емилий Мамерцин и Луций Юлий Юл. Работи по закона lex Trebonia.
Вероятно е син или внук на Луций Требоний Аспер (народен трибун 448 пр.н.е. и автор на Lex Trebonia (448 пр.н.е.)). Вероятно е баща на Марк Требоний (консулски военен трибун 383 пр.н.е.) и Публий Требоний (консулски военен трибун 379 пр.н.е.).